# Азазел
За сборника разкази от Айзък Азимов вижте Азазел (Азимов)
За романа от Борис Акунин вижте Азазел (Акунин)
Азазел според древните евреи е демонът на пустинята и първи знаменосец на Армията на Ада.

## Митология
В апокрифната книга на Енох Азазел е предводител на допотопните гиганти, възстанали против Бога. Азазел научил мъжете да воюват, а жените – на изкуството на измамата; накарал хората да забравят Бога и ги изкусил с разврат. Бил победен и по повеля на Бог бил окован на пустинна скала.
Друг мит говори, че Азазел е научил хората освен да произвеждат оръжие и на изкуството да правят украшения и огледала. Издал им и небесни тайни, заради което бил пленен от архангел Рафаил, окован и хвърлен в яма насред пустинята. Лесно могат да се направят паралели между Азазел и Прометей, макар че връзката между двамата е неясна.

## В Библията
Азазел се счита за демон от втора степен (ранг), макар че често е сравняван със Самаел.
В Библията и в талмуда името на Азазел е свързано с идеята за изкуплението на греха от прелюбодеянието на падналите ангели. Тази идея била въплъщавана с особен обред: взимали се два козела. Чрез жребий единият бил определян да бъде жертван на Господ, а вторият – на Азазел. Вторият козел, натоварен с „греховете на света“ бил пускан в пустинята. По-късно този обред се развил: козелът бил хвърлян в пропаст, а в ритуала участвали множество хора.
Препратка към тази церемония може да се намери и в Трета книга на Мойсей: „Аарон да хвърли жребие за двата козела: едно жребие за Господа, а друго жребие за отпущане... а козела, върху който е паднало жребието за отпущане, да остави жив пред Господа, за да извърши над него очистяне и да го изпрати в пустинята за отпущане (и той да понесе на себе си техните беззакония в непроходна земя)“. Това всъщност е единствената препратка от библейския канон към Азазел.

## В литературата
Азазел(о) е един от придружителите на Дявола (Воланд) в романа на Михаил Булгаков „Майстора и Маргарита“. 